# Audímetre
L'audímetre, també anomenat People meter (mesurador de persones en anglès) és un aparell que es connecta a la televisió i mesura automàticament l'audiència de forma permanent. Les dades s'empren per a obtenir dades estadístiques.
L'aparell no pot ser adquirit, ni tampoc ningú pot oferir-se voluntàriament per a l'estudi. L'empresa encarregada realitza els estudis corresponents i els ofereix a un grup estadísticament significatiu de persones. Aquestes persones no reben cap pagament per l'estudi, però poden aconseguir premis per part de l'empresa, com electrodomèstics, però no aparells de televisió, ja que això alteraria la mesura.

## Història
L'audímetre va ser inventat el 1936 per Robert F. Elder i Louis Woodruff, ambdós professors de l'Institut de Tecnologia de Massachusetts dels Estats Units. En un primer moment, la funció d'aquest era realitzar mesures del nombre d'aparells de ràdio encesos i registrar l'emissora que sintonitzaven. A més, estava connectat al dial de la ràdio i gravava en un rotllo de paper les dades obtingudes.
La primera empresa a dedicar-se a aquest sistema de mesura va ser Nielsen, als anys 40. Els tècnics de l'empresa recollien diàriament els rotllos de paper per estudiar-los i substituir-los per uns nous. Més endavant, es van substituir els rotllos de paper per pel·lícules de 16mm, la qual cosa simplificava el fet de reposar-les i reduïa les despeses econòmiques de forma considerable. A més a més, els mateixos usuaris de l'audímetre podien reposar-les.
A partir dels anys 50 l'audímetre es va consolidar com un mesurador d'audiències a la televisió. Des d'aquell moment s'ha dedicat quasi amb exclusivitat a ella i ha guanyat en precisió. L'empresa Nielsen va arribar a desenvolupar al voltant de 200 models, dels quals tan sols 24 van ser finalment operatius.
Atès que tots aquests necessitaven una gran col·laboració per part de l'usuari, ja el 1957 Nielsen va buscar idees per disminuir açò amb un audímetre amb forma de coixí que s'activava cada vegada que algú s'asseia damunt d'ell. Els problemes d'aquest model de seguida es feren palesos, ja que moltes vegades, quan la gent emprava el coixí, no estava veient la televisió. A França s'han emprat audímetres fotoelèctrics que detecten qualsevol moviment en l'habitació, fins i tot si l'individu estava o no mirant l'aparell de televisió. Models pareguts a l'anterior van ser desenvolupats novament per Nielsen, incorporant infrarojos i videocàmeres en lloc de cèl·lules fotoelèctriques, la qual cosa va conduir a nombroses protestes per la consegüent falta d'intimitat, per tant es van retirar els models.
En els últims anys s'ha creat un programari per a precisar la informació i un altre per acompanyar la informació d'un suport visual. També es va crear Plan TV que acumula la informació sobre els espais publicitaris per a fer la planificació de campanyes publicitàries i saber quina és la franja horària on més convé emetre l'anunci.

## Característiques generals
L'aparell audímetre és semblant a un aparell de TDT que controla l'ús de la televisió i de tots els equips auxiliars vídeo, ordinador…) L'audímetre registra diàriament els canvis, emmagatzema la informació a través d'un mòdem (permet emmagatzemar informació fins a tres dies) i finalment envia les dades a la central al final del dia a través d'una trucada de telèfon muda.
Quan s'instal·la un audímetre es canvia el comandament a distància normal per un altre amb lletres que corresponen a cada membre de la família, per poder identificar-se. El comandament també té botons per a valorar el que s'està veient en cada moment.
Tots els habitatges on s'instal·la l'audímetre han de tenir necessàriament una televisió i com a màxim poden tenir-ne 8.
Cada any es renova la quarta part d'audímetres i per a incrementar la participació la gent que en té un acumula punts que es canvien per regals quan acaben els quatre anys.

## La mesura
L'audímetre està organitzat a partir de diversos paràmetres: els llars es consideren agrupacions de persones que viuen juntes. Aquestes persones es divideixen en tres tipologies d'individus: la mestressa, el cap de família i els convidats de més de quatre anys (les persones de menys de 4 anys no computen).
La mostra està organitzada a partir de diferents paràmetres:
- La província i l'àmbit rural o urbà
- Paràmetres demogràfics (edat de la mestressa, idioma de la llar…)
- Paràmetres relacionats amb l'equipament (nombre de televisions, vídeo, ús del comandament a distància…)

A partir d'aquests paràmetres es fa la mesura i s'aconsegueix el resultat de la mesura final de totes les llars. En la mesura trobem: l'audiència de cada quart d'hora, l'audiència de cada programa, l'audiència d'un espot, la corba d'audiència, conèixer el share de cada franja…

## Capacitats actuals
Els audímetres originals per a televisió tan sols eren capaços de mesurar el nombre de llars que es connectaven a un canal de televisió, la qual cosa ha estat superada amb l'audímetre individual, capaç de comptar el nombre d'espectadors. Aquest model posseïx un comandament a distància en el qual cada membre de la família té assignat un nombre. D'aquesta manera l'audímetre coneix en cada moment els membres de la família que estan davant del televisor. Els botons sobrants del comandament poden ser utilitzats per visites que no en tinguen assignat cap altre.
Més enllà de l'audímetre individual, hi ha altres models prototípics que no van arribar a estandarditzar-se a causa de la seva complexitat. Un audímetre provat solament a territori suís formulava preguntes a l'espectador mentre aquest veia la televisió. Un model nord-americà incloïa un lector de codis de barres per conèixer els productes que els individus compraven al llarg del dia.
L'audímetre actual ha evolucionat tant que permet emmagatzemar gran quantitat de dades en un petit disc dur, per la qual cosa, els talls d'electricitat no afecten a la recol·lecta de dades, que sol ser diària i es realitza al final de la jornada de forma automàtica i a través de la línia telefònica. Aquestes dades inclouen el canvi de canals, els temps de connexió, els individus identificats amb les seves característiques personals com sexe i edat, o la utilització de video i altres perifèrics.